# Algemene verkiezingen in Mali (1979)
| Stemverhoudingen in % |
| --------------------- |
|                       |

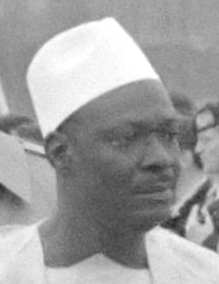
President Moussa Traoré

De algemene verkiezingen in Mali van 1979 werden op 19 juni gehouden en behelsden zowel de verkiezing van een president als van een Nationale Vergadering. Het waren de eerste verkiezingen onder het bewind van generaal Moussa Traoré, de president die in 1968 via een militaire staatsgreep aan de macht kwam. In 1974 werd Traoré via een referendum tot president van het land gekozen voor de duur van vijf jaar. Een van de bepalingen was dat hij en zijn regering een grondwet moesten opstellen hetgeen in 1977 ook gebeurde. Het land was sinds 1979 een eenpartijstaat met de Union démocratique du peuple malien (UDPM). Verkiezingen vonden dan ook plaats op basis van een eenpartijstelsel waarbij er meerdere kandidaten per zetel waren. Traoré werd met 100% van de stemmen tot president gekozen.

## Uitslag

### Presidentsverkiezingen
| Kandidaat                         | Kandidaat                         | Partij                              | Stemmen   | %      |
| --------------------------------- | --------------------------------- | ----------------------------------- | --------- | ------ |
|                                   | Moussa Traoré                     | Union démocratique du peuple malien | 3.298.477 | 100,00 |
| Totaal                            | Totaal                            | Totaal                              | 3.298.477 | 100,00 |
|                                   |                                   |                                     |           |        |
| Geldige stemmen                   | Geldige stemmen                   | Geldige stemmen                     | 3.298.477 | 99,89  |
| Ongeldige stemmen/ blanco stemmen | Ongeldige stemmen/ blanco stemmen | Ongeldige stemmen/ blanco stemmen   | 3.774     | 0,11   |
| Geregistreerde kiezers/ opkomst   | Geregistreerde kiezers/ opkomst   | Geregistreerde kiezers/ opkomst     |           | 97,20  |
| Bron: AED                         |                                   |                                     |           |        |

### Nationale Vergadering
| Partij                          | Partij                              | Zetels    | %      |
| ------------------------------- | ----------------------------------- | --------- | ------ |
|                                 | Union démocratique du peuple malien | 82        | 99,99  |
| Tegen                           | Tegen                               |           | 0,11   |
| Totaal                          | Totaal                              | 82        | 100,00 |
|                                 |                                     |           |        |
| Geregistreerde kiezers/ opkomst | Geregistreerde kiezers/ opkomst     | 3.283.985 | 97,00  |
| Bron: AED                       |                                     |           |        |